# Lophocampa grotei
Lophocampa grotei là một loài bướm đêm thuộc phân họ Arctiinae, họ Erebidae.